# Дариенко, Домникия Тимофеевна
Домникия (Домника) Тимофеевна Дарие́нко (рум. Domnica Darienco; 1919—2010) — советская, молдавская актриса. Народная артистка СССР (1974).

## Биография
Родилась 15 января 1919 года в селе Валегоцулово (ныне — Долинское, Ананьевский район, Одесская область, Украина).
В 1937 году окончила Одесское театральное училище.
С 1937 года — актриса Первого молдавского драматического театра (с 1939 — Молдавский музыкально-драматический театр) в Тирасполе. В 1940 году театр (молдавская труппа) был переведён в Кишинёв (с 1957 — им. А. С. Пушкина, ныне Кишинёвский национальный театр имени М. Эминеску), на сцене которого актриса за свою полувековую карьеру сыграла около 100 ролей.
С 1989 года — на пенсии.
В кино дебютировала в 1955 году.
В 1992—2004 годах — председатель Лиги ветеранов сцены Республики Молдова, заботилась о престарелых артистах, живущих на небольшую пенсию.
Умерла 6 ноября 2010 года в Кишинёве. Похоронена на Центральном (Армянском) кладбище.

## Награды и звания
- Народная артистка Молдавской ССР (1957)
- Народная артистка СССР (1974)
- Орден Октябрьской Революции (1986)
- Орден Трудового Красного Знамени (1960)
- Орден Республики (Молдавия) (1993)[4]
- Медали

## Творчество

### Роли в театре
- «Без вины виноватые» А. Н. Островского — Елена Ивановна Кручинина
- «Девушка счастье искала» О. Ю. Кобылянской — Мавра
- «Враги» М. Горького — Татьяна
- «На дне» М. Горького — Василиса
- «Любовь Яровая» К. А. Тренёва — Любовь Яровая
- «Овидий» В. Александри — Корина
- «Тартюф» Мольера — Эльмира
- «Каса маре» И. П. Друцэ — Василуца
- «Птицы нашей молодости» И. П. Друцэ — Руца
- «В ночь лунного затмения» М. Карима — Танкабике
- «Свекровь и три невестки» И. Крянгэ — Афтения
- «Ради семейного очага» И. Я. Франко — Анеля
- «Искатели счастья» О. Васильевой — Невяна
- «Кремлёвские куранты» Н. Ф. Погодина — Забелина
- «Человек и волк» А. Гимеры — Марта
- «Бурлящий Дунай» Е. Н. Букова — Зоица

### Фильмография
- 1954 — Андриеш — Слепая
- 1957 — Не на своём месте — эпизод
- 1959 — Я Вам пишу… — Мария Фёдоровна
- 1960 — За городской чертой — Мария Чеботару
- 1962 — Армагеддон — Домника
- 1966 — Горькие зёрна — эпизод
- 1969 — Десять зим за одно лето — эпизод
- 1970 — Крутизна — жена Негарэ
- 1971 — Лаутары — эпизод
- 1972 — Последний гайдук — тетушка Домника
- 1973 — Зарубки на память — эпизод
- 1974 — Долгота дня — мать Санды
- 1974 — Осенние грозы — Панагия
- 1974 — Мужчины седеют рано — Дария Вылтоае
- 1975 — Между небом и землей — Санда
- 1978 — Агент секретной службы — Домника Ротарь
- 1979 — И придёт день... — Куркулева
- 1980 — Большая-малая война — жена Дмитрэ
- 1982 — Лебеди в пруду — Агафия
- 1989 — Западня — эпизод